# توزيع غاما المعمم
توزيع غاما المعمم هو توزيع احتمالي مستمر محدد بثلاث معلمات. هذا التوزيع هو في الواقع تعميم لتوزيع غاما لمعلمتين. نظرًا لأن العديد من التوزيعات المستخدمة لتحليل البقاء (مثل التوزيع الأسي، وتوزيع وایبل، وتوزيع غاما ، والتوزيع شبه الطبيعي) هي حالات خاصة لتوزيع غاما المعمم، فإنه يُستخدم أحيانًا لتحديد النموذج المناسب وفقًا لمجموعة البيانات.

## مواصفات
توزيع غاما المعمم له ثلاث معلمات:‌ {\displaystyle a>0} ،{\displaystyle d>0} و {\displaystyle p>0}. بالنسبة إلى {\displaystyle x} غير السالب، فإن دالة كثافة احتمالية هي:
{\displaystyle f(x;a,d,p)={\frac {(p/a^{d})x^{d-1}e^{-(x/a)^{p}}}{\Gamma (d/p)}}}
هنا {\displaystyle \Gamma (\cdot )} يظهردالة جاما.
دالة التوزيع التراكمي تساوي:
{\displaystyle F(x;a,d,p)={\frac {\gamma (d/p,(x/a)^{p})}{\Gamma (d/p)}}}
{\displaystyle \gamma (\cdot )} يظهر دالة غاما غير المكتملة.
إذا {\displaystyle d=p} يصبح توزيع غاما المعمم توزيع وايبول. أيضا إذا {\displaystyle p=1} ثم يصبح توزيع غاما المعمم توزيع غاما.

## عزم الدوران
إذا كان {\displaystyle X} هو توزيع غاما المعمم، فسيكون عزم الدوران به:
{\displaystyle \operatorname {E} (X^{r})=a^{r}{\frac {\Gamma ({\frac {d+r}{p}})}{\Gamma ({\frac {d}{p}})}}}

## تباعد كولباك - ليبلير
إذا {\displaystyle f_{1}} و {\displaystyle f_{2}} دوال الكثافة هي احتمالات توزيعين معمّمين لغاما، ثم يكون تباعد كولبيك ليبلر مساويًا لـ:{\displaystyle {\begin{aligned}D_{KL}(f_{1}\parallel f_{2})&=\int _{0}^{\infty }f_{1}(x;a_{1},d_{1},p_{1})\,\ln {\frac {f_{1}(x;a_{1},d_{1},p_{1})}{f_{2}(x;a_{2},d_{2},p_{2})}}\,dx\\&=\ln {\frac {p_{1}\,a_{2}^{d_{2}}\,\Gamma \left(d_{2}/p_{2}\right)}{p_{2}\,a_{1}^{d_{1}}\,\Gamma \left(d_{1}/p_{1}\right)}}+\left[{\frac {\psi \left(d_{1}/p_{1}\right)}{p_{1}}}+\ln a_{1}\right](d_{1}-d_{2})+{\frac {\Gamma {\bigl (}(d_{1}+p_{2})/p_{1}{\bigr )}}{\Gamma \left(d_{1}/p_{1}\right)}}\left({\frac {a_{1}}{a_{2}}}\right)^{p_{2}}-{\frac {d_{1}}{p_{1}}}\end{aligned}}}
{\displaystyle \psi (\cdot )} هي دالة دایغما.

## وصلات داخلية
- توزيع احتمال
- توزيع غاما
- تباعد كولباك ليبلير